# Liste d'élections en 1840
Chronologie des élections
- 1836
- 1837
- 1838
- 1839
- 1840
- 1841
- 1842
- 1843
- 1844

Cet article recense les élections organisées durant l'année 1840.

Dans les années 1830, le Royaume-Uni, les États-Unis, la république du Texas, la France, la Norvège, la Belgique, l'Espagne et le Portugal procédaient à des consultations (contraignantes) nationales régulières, toutes au suffrage censitaire masculin.
Les années 1840 ont vu s'y adjoindre le Liberia (en 1840), la Valachie (1843), la Grèce (1844), la Hongrie (1847) et la Suisse (1848.)

## Élections nationales en 1840
| Date                             | État       | Élection ou référendum                    | Contexte | Résultat |
| -------------------------------- | ---------- | ----------------------------------------- | --- | --- |
| 1840                             | Pérou      | Présidentielle (es)                       | | Cette section est vide, insuffisamment détaillée ou incomplète. Votre aide est la bienvenue ! Comment faire ? |
| 10 janvier                       | Espagne    | Générales                                 | | Cette section est vide, insuffisamment détaillée ou incomplète. Votre aide est la bienvenue ! Comment faire ? |
| 22 mars                          | Portugal   | Législatives (en)                         | En application de la Constitution de 1838, les deux chambres du Parlement sont désormais élues au suffrage direct, au suffrage censitaire masculin.                                                     | Le gouvernement de coalition conserve sa majorité parlementaire. José Travassos Valdez demeure Premier ministre. |
| 1er décembre                     | Liberia    | Législatives (en)                         | Premières élections nationales dans ce territoire qui est alors une colonie de la Société américaine de colonisation. Élection d'un conseil législatif de onze membres, au suffrage universel masculin. | Les candidats favorables au gouvernement remportent la majorité absolue des sièges. Joseph Jenkins Roberts devient le premier gouverneur noir de la colonie, succédant à Thomas Buchanan. |
| 3 octobre - 2 décembre           | États-Unis | Présidentielle                            | | Alternance. William Henry Harrison (Parti whig) est élu avec 79,6 % des voix des grands électeurs (et 52,9 % des suffrages populaires) face au président sortant Martin Van Buren (Parti démocrate). Le seul autre candidat est James G. Birney (Parti de la liberté : anti-esclavagiste), qui ne recueille que 0,3 % des suffrages populaires. Le président Harrison meurt un mois après son entrée en fonction, et son vice-président John Tyler lui succède. Il est exclu du Parti whig en 1841 car il s'oppose à leur politique au Congrès, et demeure président sans étiquette. |
| 6 juillet 1840 - 2 novembre 1841 | États-Unis | Législatives (chambre (en) et sénat (en)) | | Voir l'article : Liste d'élections en 1841. |

## Élections en subdivisions nationales en 1840
Cette section concerne les élections législatives dans un État fédéré, une subdivision territoriale ou une colonie d'un État souverain, ainsi que leurs principaux référendums.
| Date | Subdivision     | État                     | Élection ou référendum | Contexte                                 | Résultat |
| ---- | --------------- | ------------------------ | ---------------------- | ---------------------------------------- | --- |
| 1840 | Saxe-Altenbourg | Confédération germanique | Législatives           | Nouvelle élection d'un tiers des députés | Cette section est vide, insuffisamment détaillée ou incomplète. Votre aide est la bienvenue ! Comment faire ? |